# Republiek der Letteren
De Republiek der Letteren (Latijn: Res publica litteraria) is de virtuele gemeenschap van intellectuelen die bestond in Europa vanaf de zestiende eeuw. 
Met deze metafoor brachten de Europese geleerden hun onderlinge verbondenheid tot uitdrukking, wars van stand of nationaliteit. De verbondenheid uitte zich in amicale omgang en het delen van onderzoeksuitkomsten (eerst vooral via brieven en onderlinge bezoeken, later ook via boeken en tijdschriften). Latijn was de lingua franca in dit netwerk en nadien ook Frans. Grote bekendheid genoot Pierre Bayle's tijdschrift Nouvelles de la République des Lettres (1684-1687), dat werd uitgegeven in Rotterdam.
Voor zover bekend was Francesco Barbero de eerste die de term gebruikte, in een brief van juli 1417 waarin hij Poggio Bracciolini feliciteerde met de ontdekking van manuscripten. Uit de context blijkt dat hij dacht aan een gemeenschap over de grenzen en generaties heen, die verantwoordelijkheid opnam voor het Europese erfgoed.
De neergang van de Republiek der Letteren was in zekere zin het resultaat van zijn succes: de tijdschriften wekten de interesse van niet-onderzoekers en gingen zich richten op dit ruimere publiek. Ook maakte de voortschrijdende specialisatie dat geleerden het contact verloren met collega's in andere onderzoeksdomeinen. In de 19e eeuw viel de Republiek der Letteren definitief uiteen.

## Historiografisch debat
De Republiek der Letteren staat bij sommigen bekend om haar inclusiviteit en toegankelijkheid voor intellectuelen van diverse sociale strata, die vanwege hun sociale positie geen toegang tot reguliere universiteitsposities hadden, zoals vrouwen. Er is, echter, discussie over dit egalitaire karakter. Volgens Geert Somsen werden vrouwen, joden en andere religieuze minderheden routineus uitgesloten.

## Voetnoten
1. ↑  Lemma Republiek der Letteren in het Algemeen Letterkundig Lexicon,  G.J. van Bork, D. Delabastita, H. van Gorp, P.J. Verkruijsse en G.J. Vis, 2012, geraadpleegd op 22 april 2021.
2. ↑  Marc Fumaroli, The Republic of Letters, 2018, p. 15-17, 69
3. ↑  Ian F. McNeely, Reinventing knowledge. From Alexandria to the Internet, W. W. Norton, New York, 2008. ISBN 9780393065060
4. ↑  Geert J. Somsen, "A History of Universalism: Conceptions of the Internationality of Science from the Enlightenment to the Cold War" in: Minerva, 2008, nr. 3, p. 361-379. DOI:10.1007/s11024-008-9105-z